# Детска игра 2
„Детска игра 2“ (на английски: Child's Play 2) е американски слашър филм на ужасите от 1990 г.

## Сюжет
Внимание:  Текстът по-долу разкрива сюжета на произведението (или части от него)!
Действието се развива 2 години след събитията от първия филм. Докато Анди живее в приемно семейство, производителя на куклите „Добро момче“ отново започва да ги произвежда. Благодарение на електрическа неизправност, Чъки се връща към живот в нова кукла.

## Актьорски състав
- Брад Дуриф – Чарлс Лий Рей / Гласът на Чъки
- Алекс Винсънт – Анди Баркли
- Дженифър Ейгътър – Джоан Симпсън
- Джерит Греъм – Фил Симпсън
- Кристин Елис – Кайл